# Rodowód literacki
Rodowód literacki – seria wykładów wygłoszonych przez Teodora Parnickiego wydana w 1974 roku.
Wydanie obejmuje część wykładów wygłoszonych przez Parnickiego na Uniwersytecie Warszawskim w roku akademickim 1972/1973 w charakterze Guest Professora na zaproszenie profesora Jana Zygmunta Jakubowskiego. Tematem wykładów była droga Parnickiego do pisarstwa, jego wczesne utwory, stosunek do Sienkiewicza.